# Verkehrszentrale Deutschland

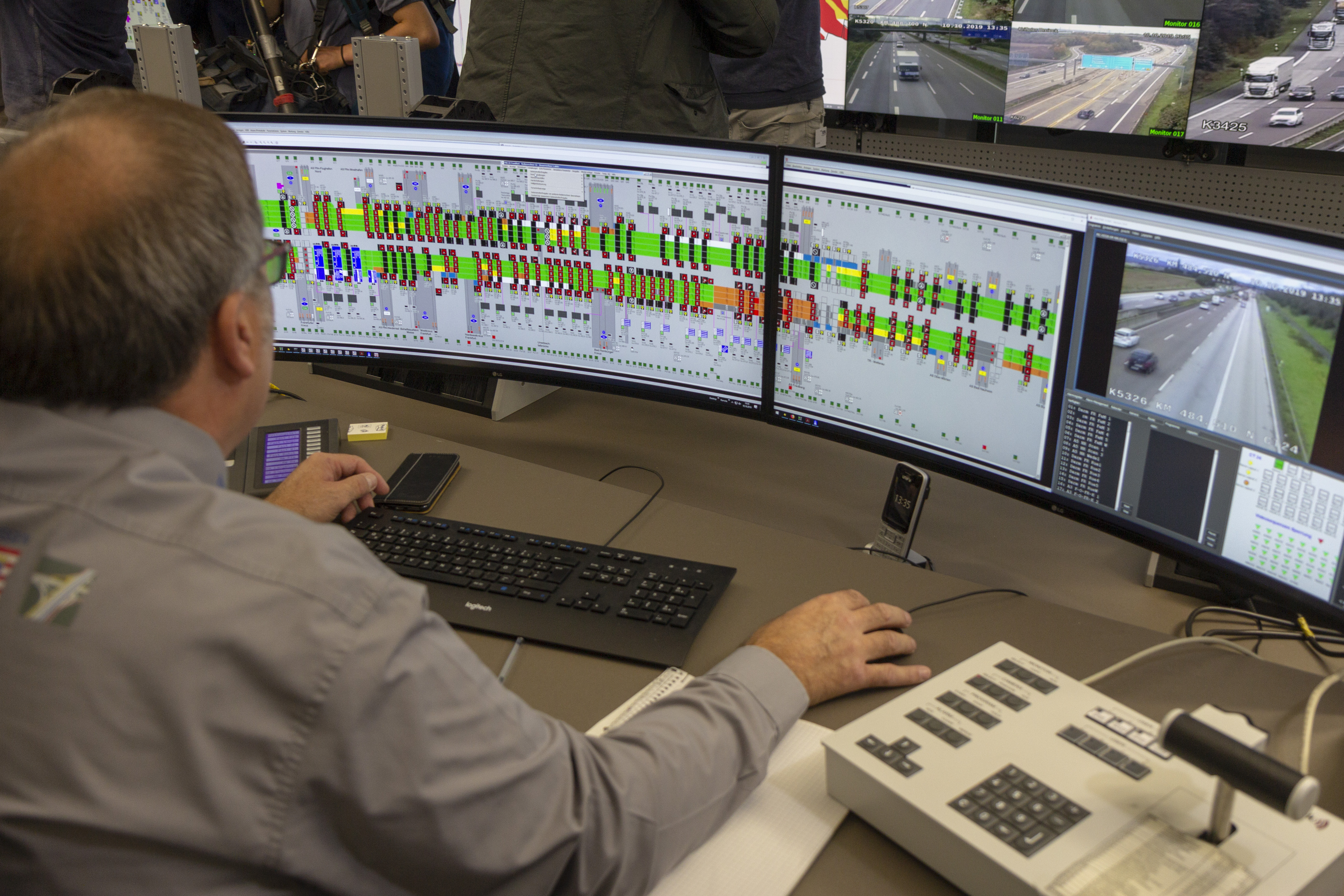
Verkehrszentrale Hessen

Die Verkehrszentrale Deutschland (kurz VZD) ist eine eigenständige Organisationseinheit unter dem Dach der Autobahn GmbH des Bundes, die seit dem 1. Januar 2021 für die Bundesautobahnen verantwortlich ist. Die VZD ist zuständig für die Koordination und Bündelung aller operativen Tätigkeiten in Bezug auf Verkehrssteuerung und Verkehrsbeeinflussung auf den Autobahnen und Bundesfernstraßen. Die 16 bestehenden regionalen Verkehrszentralen werden durch die VZD untereinander vernetzt und koordiniert, um den Verkehrsfluss in großräumigen Autobahnkorridoren zwischen den Metropolregionen zu steuern. Mit einem digitalisierten und automatisierten Verkehrssystem soll sie die Masterzentrale für das Verkehrsmanagement der Zukunft werden und erarbeitet Standards und strategische Grundlagen für alle Verkehrszentralen der Autobahn GmbH. Der Sitz der Verkehrszentrale Deutschland ist das House of Logistics & Mobility (HOLM) in Frankfurt am Main, wo auch Verkehrsreporter von Radiosendern wie Hit-Radio FFH live über die Verkehrslage berichten.